# Луций Миниций Руф
Луций Миниций Руф (на латински: Lucius Minicius Rufus; † 101 г.) e политик на Римската империя през 1 век.
Миниций е проконсул на провинция Витиния и Понт и император Домициан го назначава за легат на Лугдунска Галия. От януари до април 88 г. той е консул заедно с император Домициан (само през януари) и със суфектконсула Децим Плотий Грип. Около 95 г. става понтифекс.